# Libycosuchus
Libycosuchus brevirostris
Genre
Espèce
Libycosuchus est un genre éteint de crocodyliformes, un clade qui comprend les crocodiliens modernes et leurs plus proches parents fossiles. Il est rattaché au sous-ordre des Notosuchia (ou notosuchiens en français),.
Une seule espèce est rattachée au genre : Libycosuchus brevirostris, décrite par le paléontologue allemand Ernst Stromer en 1914.

## Découverte et datation
Ses restes fossiles ont été découverts près de Marsa Matruh, une ville égyptienne située sur les bords de la mer Méditerranée, à 300 km à l'ouest d'Alexandrie. Ils ont été extraits de la formation géologique de Baharîje Cette formation de grès fluviatiles est datée du début du Crétacé supérieur, du Cénomanien inférieur, soit il y a environ entre 100 et 95 Ma (millions d'années). C'est l'un des rares fossiles découverts par Stromer qui n'a pas été détruit lors des bombardements alliés de Munich en 1944 (en).
Un autre fossile découvert dans le Maastrichtien du Niger a été attribué à Libycosuchus sp. en 1991.

## Description
Libycosuchus était un carnivore terrestre. Il vivait à la même époque et dans la même région qu'un autre crocodilien, Stomatosuchus, et que le célèbre dinosaure théropode Spinosaurus aegyptiacus.
Son nom d'espèce, brevirostris, indique que son museau était court.

## Classification
Libycosuchus est un genre basal de Notosuchia, proche de la famille des Uruguaysuchidae selon Bronzati et ses collègues en 2012 ou, selon Diego Pol et ses collègues en 2014, comme le plus basal des Ziphosuchia, un clade de Notosuchia.